# جاستن بيك
جاستن بيك (بالإنجليزية: Justin Beck)‏ هو موسيقي أمريكي، ولد في 17 ديسمبر 1979.

## وصلات خارجية
- جاستن بيك على موقع ميوزك برينز (الإنجليزية)
- جاستن بيك على موقع ديسكوغز (الإنجليزية)

- الموقع الرسمي